# لورينس دي غراف
لورينس كورنيليس بودفاين دي غراف (بالهولندية: Laurens Cornelis Boudewijn de Graaf) هو قرصان ومرتزق وقائد بحري هولندي ولد في سنة 1653 في مدينة دوردريخت. خدم لصالح فرنسا وإنجلترا في القرنين 17 و18. كان يخافه الناس في عصره وعرفه الإسبان بلقب الشيطان وعرفه هنري مورغان بلقب القرصان العظيم المزعج.

## الحياة
ولد في سنة 1653 في مدينة دوردريخت ويعتقد أنه كان ينحدر من أصول أفريقية. أثناء إحدى رحلاته في البحر، أسر من قبل تجار عبيد إسبان وأخذ إلى جزر الكناري وعمل هناك كعبد في إحدى المزارع هناك. اغرم بإبنة صاحب المزرعة فرانسوا بيترونيلا دي غوزمان ليهرب بعدها معاً ويتزوجا، ليصبح ملاحقاً من قبل الإسبان. هرب إلى البحر الكاريبي وخدم في البداية كقرصان مفوض تحت خدمة مستعمرة سانت دومينغي الفرنسية في ما بين سنتي 1675-1676. كلف الإسبان خسائر كبيرة حيث هاجم السفن والموانئ الإسبانية في البحر الكاريبي. في سنة 1682 وأثناء عمله مع ميشيل أندرزون في خليج هندوراس قبض عليه من قبل القرصان نيكولاس فان هورن وألذي أجبرهم أن يعملوا تحت إمرته لأجل مهاجمة مدينة فيراكروز معه ومع ميشيل دي غرامون وعمل تحت إمرتهم حوالي 1300 قرصان. أثناء هجومهم نهبوا المدينة وحاصروا السكان المحليين في الكنائس لمدة ثلاثة أيام ومنعوا عنهم الطعام والماء واغتصبوا عدد كبير من النساء. بعد وصول الدعم الإسباني إلى المدينة انسحب القراصنة آخذين الرهائن معهم إلى جزيرة دي ساكريفيشيوس، حيث انتظروا هناك دفع الفدية لأجل تركهم. اختلف كل من فان هورن ودي غراف حول معاملة الأسرى ليدخل الاثنان في مبارزة سيف. أصيب فان هورن بجرح بالغ جراء قطع إحدى اصابعه ليموت بعد اسبوعين جراء اصابته بغنغرينا. بعد النزال انسحب كل القراصنة من الجزيرة من دون أن يعترضهم الإسبان. بعد سنة أغار على مدينة كارتاخينا في كولومبيا وبقيادة 7 سفن مع قراصنة متمرسين تمكن من احتلال المدينة، وكلف الإسبان 90 قتيل من جنودهم فيما قتل 20 شخص فقط من قراصنته. بعد شهرين وصلت اليه رسالة من زوجته من قبل سفينة إنجليزية ذكرت فيه أنهم حصلوا على عفو من قبل إسبانيا. لكن دي غراف لم يثق بإسبانيا وقرر مفاوضة الإنجليز لكي يتاجر معهم. بعد اتفاقه مع الإنجليز في جزيرة خوفينتود أمروه بمهاجمة كامبيتشي في المكسيك في سنة 1685. بعد استمرار احتلاله للموانئ في كامبيشي رفض الإسبان دفع الفدية له ليدخل في خلاف مرة أخرى مع بقية القراصنة بسبب رفضه قتل السكان المدنيين. مما ادى لافتراقه عنهم آخذاً معه اسطوله إلى يوكاتان وهناك لاحظه اسطول إسباني استمر بملاحقة سفينته لمدة يومين ولم يستطع الفرار الا بتخفيف وزن السفينة برمي المدافع والأشياء الثقيلة عليها. في فبراير 1686 هاجم مدينة تيخوسكو وأخذ هناك الكثير من الغنائم وثم عاد إلى بيتيت غواف في هايتي حيث عاد للعمل تحت إمرة الفرنسيين وهاجم الإسبان في سواحل كوبا وهسبانيولا والإنجليز في سواحل جامايكا وجزر الكايمان. وفي مارس 1693 تعرف على زوجته الجديدة آن ديو لي فو وألتي أجبرته على الزواج بها بعد أن قام بإهانتها. استمر بخدمة فرنسا بعد ذلك، اختلفت المصادر عنه فيما بعد، فبعضها تقول أنه بقي في سان دومينغو وأنه توفي هناك في سنة 1704، ومصادر أخرى تقول أنه هاجر إلى لويزيانا وثم انتقل إلى ألاباما وأنه توفي هناك في سنة غير معروفة.